# Jehuda Harel
Jehuda Harel (hebr.: יהודה הראל, ang.: Yehuda Harel, ur. 11 listopada 1934 w Berlinie) – izraelski działacz społeczny i polityk, w latach 1996–1999 poseł do Knesetu z listy ugrupowania Trzecia Droga.

## Życiorys
Urodził się 11 listopada 1934 w Berlinie. W następnym roku wyemigrował wraz z rodziną do stanowiącej brytyjski mandat Palestyny i zamieszkał w kibucu. Służbę wojskową odbywał w ramach programu Nahal. Zdobył bakalaureat z historii i filozofii na Uniwersytecie Telawiwskim.
Aktywny w ruchu kibucowym. Był sekretarzem ruchu młodzieżowego Ha-Mahanot Ha-Olim. Związany z kibucem Menara, był jego sekretarzem. Był jednym z założycieli kibucu Merom Golam – pierwszego powstałego na terenie Wzgórz Golan – terytorium zdobytym przez Izrael podczas wojny sześciodniowej. Następnie brał udział w zakładaniu trzydziestu dwóch innych osiedli izraelskich na Wzgórzach Golan i pełnił funkcję przewodniczącego związku żydowskich osiedli na tym terenie.
Był osobistym współpracownikiem Icchaka Rabina. Kierował dwoma instytucjami związanymi z Zjednoczonym Ruchem Kibucowym – instytutem badawczym Jad Tebinkin należącym do oraz przedsiębiorstwem, które zajmowało się konsultacją zmian gospodarczych i organizacyjnych w ruchu kibucowym. Działał w kampaniach przeciw planom wycofania się Izraela ze Wzgórz Golan.
Był autorem publikacji prasowych, a także dwóch publikacji książkowych związanych z ruchem kibucowym wydanych w 1972 i 1993.
Był jednym z założycieli Trzeciej Drogi – ugrupowania powstałego w marcu 1996, po opuszczeniu Izraelskiej Partii Pracy przez dwóch posłów  Awigdora Kahalaniego i Emanu’ela Zismana. Harel z listy Trzeciej Drogi  po raz pierwszy i jedyny dostał się do izraelskiego parlamentu w przeprowadzonych w maju wyborach parlamentarnych. W czternastym Knesecie zasiadał w trzech komisjach: budownictwa, finansów oraz spraw gospodarczych, był także członkiem komisji wspólnej do spraw budżetu obronnego.
W kolejnych wyborach wystartował z trzeciego miejsca na liście Trzeciej Drogi, nie udało mu się zdobyć mandatu poselskiego, ponieważ partia nie dostała się do Knesetu.